# Helicops tapajonicus
Espèce
Helicops tapajonicus  est une espèce de serpents de la famille des Dipsadidae.

## Répartition
Cette espèce est endémique du Pará au Brésil.

## Description
Helicops tapajonicus mesure de 35 à 58 cm dont 11 à 18 cm pour la queue. Son dos est vert et sa face ventrale jaune crème au niveau de la gorge puis rouge orangé taché de noir au niveau du tronc et de la queue.

## Étymologie
Son nom d'espèce, tapajonicus, lui a été donné en référence au lieu de sa découverte, le rio Tapajós.

## Publication originale
- Da Frota, 2005 : Nova espécie de Helicops Wagler, 1830 (Serpentes, Colubridae) do rio Tapajós, Amazonia, Brasil. Phyllomedusa, vol. 4, no 1, p. 61-68 (texte intégral).